# Nyctiophylax flavus
Nyctiophylax flavus är en nattsländeart som beskrevs av Georg Ulmer 1915. Nyctiophylax flavus ingår i släktet Nyctiophylax och familjen fångstnätnattsländor. Inga underarter finns listade i Catalogue of Life.